# Magické hory
Magické hory jsou dokumentární cyklus České televize, který diváky blíže seznamoval se vznikem, historií a mýty různých hor v Čechách a na Moravě. Kromě toho se také zaobírá krajinou, životem v horách a také hledáním jejich smyslu pro člověka. Cyklus vznikl v roce 2010 jako pocta Karlu Hynkovi Máchovi. Jednotlivými díly prováděli geolog, spisovatel a filosof RNDr. Václav Cílek a herečka Květa Fialová.

## Jednotlivé díly
| Pořadí | Název dílu | navštívená místa | Archiv ČT |
| ------ | ---------- | --- | --------- |
| 1      | Říp        | Zámek Mělník, Cítov, Daminěves, Horní Beřkovice, Ctiněves, Říp                                                                              | spustit   |
| 2      | Kozákov    | Zámek Hrubá Skála, Sedmihorky, Karlovice, Kvítkovice, Kozákov                                                                               | spustit   |
| 3      | Radhošť    | Rožnov pod Radhoštěm, Valašské muzeum v přírodě, Velká Polana, Radhošť                                                                      | spustit   |
| 4      | Trosky     | Vyhlídka Veliš, Jičín, Valdická brána, Libosad, Zebín, Rumcajsova jeskyně, Brada, Prachov, Trosky                                           | spustit   |
| 5      | Milešovka  | Třebenice, Muzeum českého granátu, Plešivec, Hradišťany, Milešovka                                                                          | spustit   |
| 6      | Kleť       | Dívčí Kámen, Oppidum Třísov, Zlatá Koruna, Krasetín, Kleť                                                                                   | spustit   |
| 7      | Radobýl    | Litoměřice, Mírové náměstí v Litoměřicích, Oblastní muzeum Litoměřice, Máchova světnička, Radobýl, Žernosecké jezero                        | spustit   |
| 8      | Blaník     | Býkovický rybník, Malý Blaník, Blaník | spustit   |
| 9      | Hostýn     | Panský mlýn u Brusného, Bystřice pod Hostýnem, Hostýn, Rusava                                                                               | spustit   |
| 10     | Sněžka     | Pec pod Sněžkou, Růžohorky, Růžová hora, Česká poštovna na Sněžce, Sněžka, Obří bouda, Kaplička v Obřím dole                                | spustit   |
| 11     | Pálava     | Římský tábor u Mušova, Autokemp Pasohlávky, Dolní Věstonice, Kalendář věků, Pavlov, Sirotčí hrádek, Stolová hora, Regionální muzeum Mikulov | spustit   |
| 12     | Bezděz     | Slunečný dvůr, Máchovo jezero, Břehyňský rybník, Bezděz                                                                                     | spustit   |
| 13     | Petřín     | Karlův most, Velkopřerovský mlýn, Lennonova zeď, Petřín, Studánka Petřínka, Štefánikova rozhledna                                           | spustit   |